# Ялах, Мишель
Мишель Ялах (араб. ميشال جلخ‎; род. 27 августа 1966, Бушри, Матн, Горный Ливан, Ливан) — ливанский маронитский прелат и куриальный сановник, антониан-маронит. Секретарь Дикастерии по делам Восточных Церквей с 15 февраля 2023. Титулярный архиепископ Нисибиса Маронитского с 8 марта 2024.

## Ранние годы, образование и священство
Мишель Ялах родился 27 августа 1966 года, в деревушке Бушри, в районе Матн, Горный Ливан.
После обучения в семинарии 15 августа 1983 года он вступил в Маронитский орден святого Антония Великого.
21 апреля 1991 года рукоположен в сан священника. Он продолжил свои церковные исследования, изучая философию и теологию в Папском университете Святого Фомы Аквинского, а затем получил докторскую степень по экклезиологии в 2008 году в Папском Восточном институте Рима.

## Монашеское служение
В 1993 году он был назначен казначеем имущества своего ордена в Риме, позже генеральным прокуатором Святого Престола, а в апреле 2013 года он был избран генеральным секретарём Совета церквей Ближнего Востока; он занимал эту должность до 2018 года.
С 2017 по 2023 год он занимал должность ректора Антонианского Университета в Баабде.

## На служении в Римской курии
15 февраля 2023 года Папа Франциск назначил Мишеля Ялаха секретарём Дикастерии по делам Восточных Церквей ,в этой же дикастерии он уже работал секретарём с 2000 по 2008 год.
С 23 января 2024 года Мишель Ялах является консультантом Дикастерии по содействию Христианскому единству.
8 марта 2024 года Папа Франциск назначил Мишеля Ялаха титулярным архиепископом Нисибиса Маронитского.